# Нестерное
Нестерное (укр. Нестерне), село,
Нестернянский сельский совет,
Волчанский район,
Харьковская область, Украина.
Код КОАТУУ — 6321684601. Население по переписи 2001 года составляет 188 (95/93 м/ж) человек.
Является административным центром Нестернянского сельского совета, в который, кроме того, входят сёла
Дегтярное,
Круглое,
Песчаное и
Шабельное.

## Географическое положение
Село Нестерное находится в 2-х км от реки Волчья (правый берег), в 1-м км от границы с Россией, на расстоянии в 2 км расположены сёла Круглое и Песчаное, рядом с селом расположена балка Трембачев Яр по которой протекает пересыхающий ручей с несколькими запрудами.

## История
- 1699 — дата основания.

## Экономика
- Хлебороб, агрофирма, ООО.

## Достопримечательности
- Ботанический заказник общегосударственного значения «Волчанский». Площадь, 185,0 га. Размещен около сёл Землянки, Малая Волчья, Николаевка, Волоховка, Нестерное, Охримовка, Бочково. Редкие меловые и степные фитоценозы на правому берегу реки Волчья, уникальное на Украине месторасположение реликтового эндемичного исчезающего вида кустарников — волчеягодник Софии. В растительном покрове значительная роль принадлежит группировкам с доминированием эндемических, реликтовых и исчезающих видов из Европейского Красного списка: проломник Козо-Полянского, иссоп меловой, полынь молочноцветковая, ранник меловой. Флора насчитывает более 500 видов растений.[1]
- Мемориал в честь победы в Великой Отечественной войнеБратская могила советских воинов. Похоронено 55 воинов.